# Moso Sugar Company FC
Der Moso Sugar Company Football Club, auch als Moso Sugar bekannt, ist ein burundischer Fußballverein mit Sitz in der Stadt Bujumbura. Aktuell spielt der Verein in der ersten Liga, der Ligue A.

## Stadion
Der Verein trägt seine Heimspiele im Stade Nkurunziza Peace Park Complex in Makamba aus. Das Stadion hat ein Fassungsvermögen von 35.000 Personen.